# Casa l'Estudiant
La Casa l'Estudiant és una obra de Bot (Terra Alta) inclosa a l'Inventari del Patrimoni Arquitectònic de Catalunya.

## Descripció
Edifici entre mitger, té una planta baixa molt sòlida, de carreus de pedra; dos pisos emprats com a habitatges i un més, superior, a manera de golfa. Aquestes tres plantes superiors tenen obertures simètriques entre les quals hi ha uns relleus de pilastres renaixentistes que parteixen de la segona arribant fins a les golfes. Ambdues plantes d'habitatge estan balconades, a excepció feta de la meitat cap a la dreta del segon pis.